# 阿爾訥巴赫河
47°19′08″N 8°22′26″E / 47.31902°N 8.37384°E

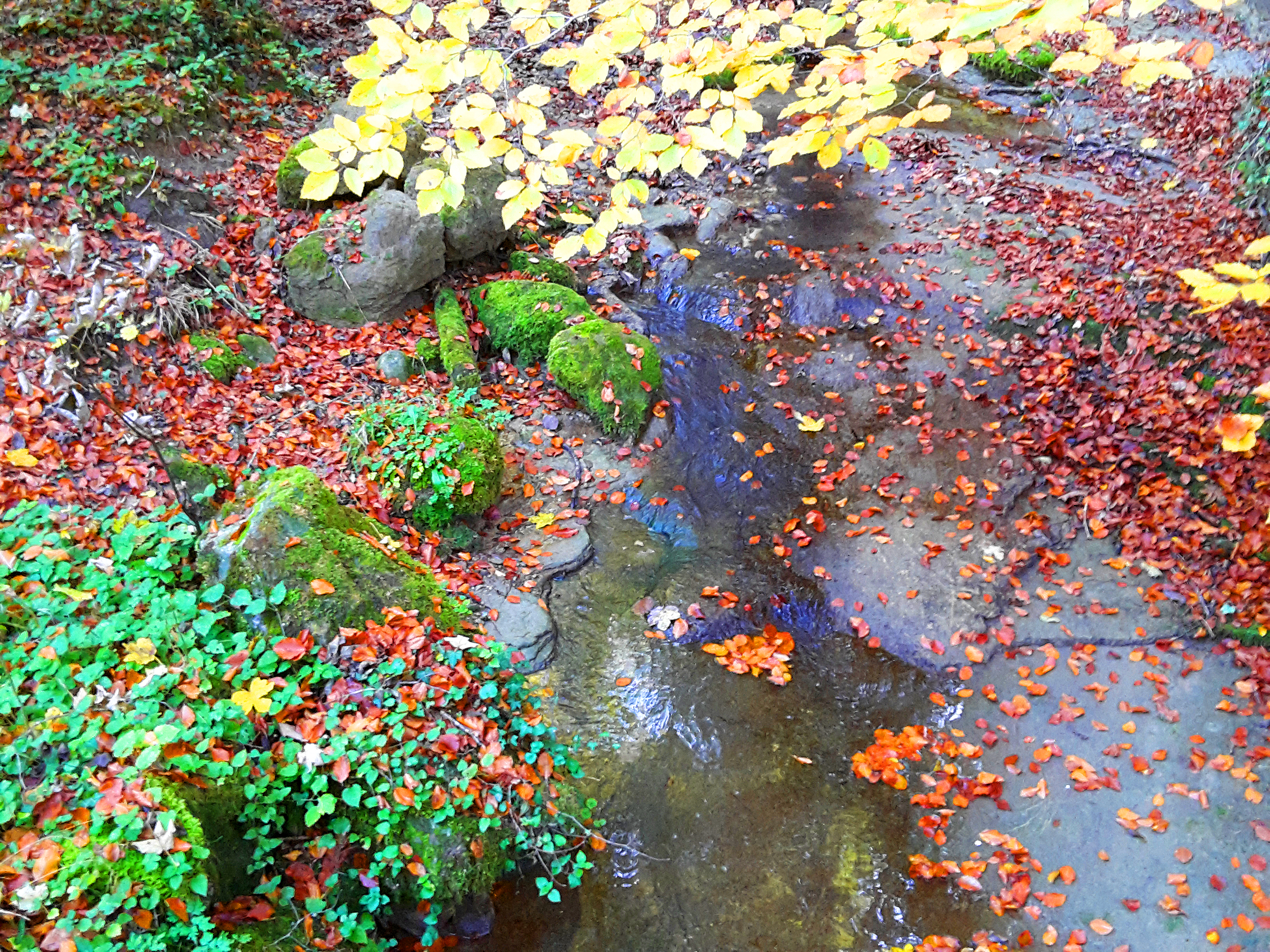

阿爾訥巴赫河是瑞士的河流，位於該國北部，流經阿爾高州，屬於羅伊斯河的右支流，河道全長6公里，流域面積4.6平方公里，發源自阿爾尼，河口處在下倫霍芬。